# 주차 위반

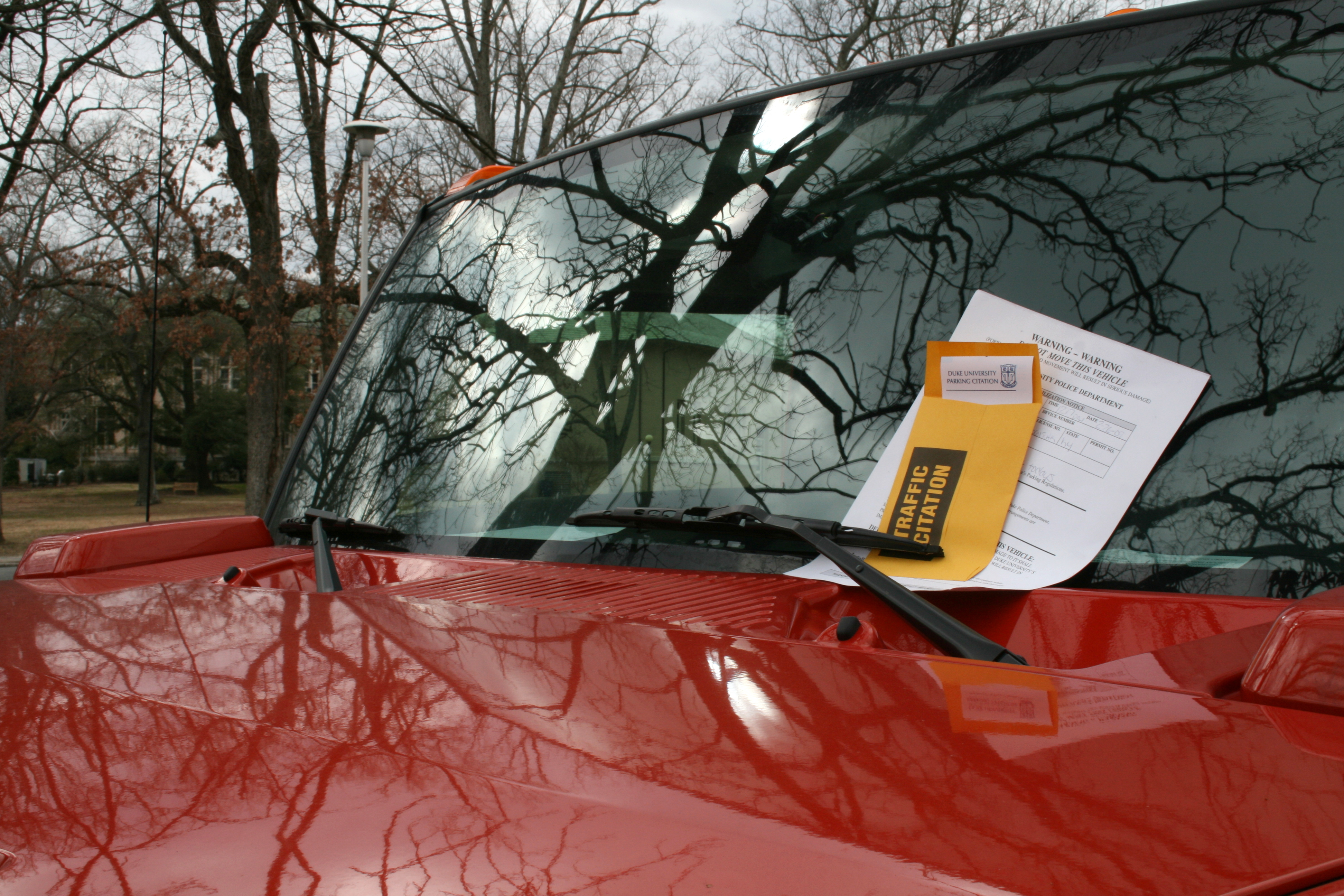
더럼의 파킹 티켓

주차 위반(parking violation)은 허가되지 않은 방식으로 또는 제한된 구역에 자동차를 주차하는 행위이다. 고속도로나 도로 가운데에 주차를 하는 것은 사실상 법에 위배된다. 도로의 한쪽 또는 양쪽에 주차하는 것은 일반적으로 허가된다. 그러나 이러한 주차에 제한이 부여될 수 있으며 경찰관이나 기타 정보 고위직이 교통 위반 딱지를 발부할 수 있다.

## 예시
주차 위반에는 다음이 포함되지만 이에 국한되지는 않는다.
- 버스 정류장, 소화전 앞, 진입로, 차고 입구 등 금지된 공간에 주차하는 행위.
- 보도에 주차(표지판에서 특별히 허용하지 않는 한).
- 교차로, 철도 건널목 또는 횡단보도에 주차하거나 너무 가깝거나 교차로 내에 주차하는 경우.
- 이중주차.
- 요금을 내지 않고 주차미터기에 주차하거나, 요금을 지불한 시간보다 오랫동안 주차하는 행위.
- 적절한 허가 없이 장애인 구역에 주차하는 경우.
- 적절하게 허가 및 등록되지 않은 차량, 만료되거나 누락된 번호판이 있는 차량이 공공 도로에 주차하는 경우.
- 주차가 심각한 영향을 받는 장소에 구역 허가증 없이 주차하는 경우.
- 특별 허가가 필요하지 않은 곳에 주차(회사 직원을 위한 주차장 등).
- 주차권이나 지불영수증을 거꾸로 보는 등 규정된 방식으로 보이지 않는 주차.
- 긴급 차량의 원활한 이동을 위해 거리를 청소해야 하는 자연재해 발생 시 특정 거리에 주차.
- 승객 구역(적재 및 하역용), 상업용 차량 구역(화물 또는 서비스 트럭 및 밴용), 경찰 또는 정부 차량 구역과 같은 특수 목적을 위해 지정된(일반적으로 표지판 및 포장 도로 페인팅을 통해) 위치에 주차 등.
- 예정된 거리 청소 기간 동안 위치에 주차한다.
- 공사 또는 유지 보수 작업이 진행되는 동안 주차 공간을 확보.
- 최대 시간보다 오랫동안 주차하는 경우(보통 24시간)
- 교통 방향과 반대 방향으로 주차하는 경우(특히 야간에 움직이는 운전자에게 혼란을 주는 것으로 간주됨)
- 표시된 사각형 외부 주차(예: 평행 주차만 허용되는 앵글 주차).
- 레드존 근처에 주차.
- 주차금지 시간에 주차.
- 겨울 날씨 규정이 시행되는 동안에는 제설차의 원활한 접근을 위해 거리 주차.

위의 기준 중 하나라도 충족되면 벌금이나 주차 벌금이 부과될 수 있다.

## 판례
- 불법주차 차량에 불법주차 스티커를 붙였다가 이를 다시 떼어 낸 직후에 있는 주차단속 공무원을 폭행한 경우, 공무집행방해죄가 성립한다.[1]

## 같이 보기
- 교통 위반 딱지